# Nemopalpus espiritosantoensis
Nemopalpus espiritosantoensis är en tvåvingeart som beskrevs av Dos Santos 2009. Nemopalpus espiritosantoensis ingår i släktet Nemopalpus och familjen fjärilsmyggor. Inga underarter finns listade i Catalogue of Life.